# Các danh sách vận động viên giành huy chương Thế vận hội
Bài này trình bày các danh sách những vận động viên (VĐV) đã giành được nhiều huy chương Thế vận hội kể từ năm 1896, sắp xếp theo môn thi đấu tại Thế vận hội và theo kỳ Olympic. Bên cạnh đó là danh sách những VĐV giành huy chương theo tuổi (trẻ nhất hoặc lớn tuổi nhất); các đường dẫn tới các bài liệt kê chi tiết VĐV giành huy chương của môn và kỳ vận hội cụ thể cũng được trình bày.

## VĐV giành nhiều huy chương nhất theo môn

### Các môn thể thao Thế vận hội Mùa hè
| Môn                            | Thời gian môn được tổ chức                               | Số lượng                | Số lượng                               | Huy chương được trao | Huy chương được trao | Huy chương được trao | Huy chương được trao | (Các) VĐV với nhiều huy chương nhất (vàng-bạc-đồng) | (Các) VĐV với nhiều huy chương vàng nhất |
| Môn                            | Thời gian môn được tổ chức                               | Olympiad (cho tới 2016) | Số nội dung trao huy chương (năm 2016) | 1                    | 2                    | 3                    | Tổng số              | (Các) VĐV với nhiều huy chương nhất (vàng-bạc-đồng) | (Các) VĐV với nhiều huy chương vàng nhất |
| ------------------------------ | -------------------------------------------------------- | ----------------------- | -------------------------------------- | -------------------- | -------------------- | -------------------- | -------------------- | --- | --- |
| Bắn cung                       | 1900–1908; 1920; từ 1972                                 | 16                      | 4                                      | 58                   | 57                   | 48                   | 163                  | Hubert Van Innis (BEL) (6–3–0) | Hubert Van Innis (BEL) (6–3–0) |
| Điền kinh (nam, nữ)            | Từ 1896                                                  | 28                      | 47                                     | 886                  | 891                  | 885                  | 2662                 | Paavo Nurmi (FIN) (9–3–0) | Paavo Nurmi (FIN) (9–3–0) · Carl Lewis (USA) (9–1–0) |
| Cầu lông                       | Từ 1992                                                  | 7                       | 5                                      | 24                   | 24                   | 28                   | 76                   | Cao Lăng (CHN) (2–1–1) | Cao Lăng (CHN) (2–1–1) · Kim Dong-moon (KOR) (2–0–1) · Trương Nam (CHN) (2–0–1) · Triệu Vân Lôi (CHN) (2–0–1) · Cát Phi (CHN) (2–0–0) · Cố Tuấn (CHN) (2–0–0) · Lâm Đan (CHN) (2–0–0) · Trương Quân (CHN) (2–0–0) · Trương Ninh (CHN) (2–0–0) |
| Bóng rổ                        | Từ 1936                                                  | 19                      | 2                                      | 26                   | 26                   | 26                   | 78                   | Teresa Edwards (USA) (4–0–1) | Teresa Edwards (USA) (4–0–1) · Lisa Leslie (USA) (4–0–0) |
| Quyền Anh                      | 1904; 1908; từ 1920                                      | 25                      | 13                                     | 226                  | 226                  | 389                  | 841                  | László Papp (HUN) (3–0–0) · Félix Savón (CUB) (3–0–0) · Teófilo Stevenson (CUB) (3–0–0) · Boris Lagutin (URS) (2–0–1) · Oleg Saitov (RUS) (2–0–1) · Trâu Thị Minh (CHN) (2–0–1) · Roberto Cammarelle (ITA) (1–1–1) · Zbigniew Pietrzykowski (POL) (0–1–2) · Arnold Vanderlyde (NED) (0–0–3) | László Papp (HUN) (3–0–0) · Félix Savón (CUB) (3–0–0) · Teófilo Stevenson (CUB) (3–0–0) |
| Canoeing và Kayaking (nam, nữ) | Từ 1936                                                  | 19                      | 16                                     | 194                  | 194                  | 194                  | 582                  | Birgit Fischer (GER) (8–4–0) | Birgit Fischer (GER) (8–4–0) |
| Xe đạp (nam, nữ)               | Từ 1896                                                  | 28                      | 18                                     | 206                  | 206                  | 202                  | 614                  | Chris Hoy (GBR) (6–1–0) · Bradley Wiggins (GBR) (4–1–2) | Chris Hoy (GBR) (6–1–0) |
| Nhảy cầu                       | Từ 1904                                                  | 26                      | 8                                      | 106                  | 106                  | 108                  | 320                  | Dmitri Sautin (RUS) (2–2–4) | Ngô Mẫn Hà (CHN) (5–1–1) · Trần Nhược Lâm (CHN) (5–0–0) |
| Đua ngựa                       | 1900; từ 1912                                            | 25                      | 6                                      | 135                  | 133                  | 133                  | 401                  | Isabell Werth (FRG) (6–4–0) | Isabell Werth (FRG) (6–4–0) · Reiner Klimke (FRG) (6–0–2) |
| Đấu kiếm (nam, nữ)             | Từ 1896                                                  | 28                      | 10                                     | 191                  | 191                  | 190                  | 572                  | Edoardo Mangiarotti (ITA) (6–5–2) | Aladár Gerevich (HUN) (7–1–2) |
| Khúc côn cầu trên cỏ           | 1908; 1920; từ 1928                                      | 23                      | 2                                      | 29                   | 29                   | 28                   | 86                   | Leslie Claudius (IND) (3–1–0) · Udham Singh (IND) (3–1–0) · Teun de Nooijer (NED) (2–2–0) · Luciana Aymar (ARG) (0–2–2) | Leslie Claudius (IND) (3–1–0) · Udham Singh (IND) (3–1–0) · Richard Allen (IND) (3–0–0) · Dhyan Chand (IND) (3–0–0) · Ranganandhan Francis (IND) (3–0–0) · Randhir Singh Gentle (IND) (3–0–0) · Rechelle Hawkes (AUS) (3–0–0) · Balbir Singh, Sr. (IND) (3–0–0)                                                                                  |
| Bóng đá                        | 1900–1928; từ 1936                                       | 26                      | 2                                      | 28                   | 28                   | 29                   | 85                   | Christie Rampone (USA) (3–1–0) · | Christie Rampone (USA) (3–1–0) · Shannon Boxx (USA) (3–0–0) · Heather Mitts (USA) (3–0–0) · Heather O'Reilly (USA) (3–0–0) |
| Golf                           | 1900–1904, từ 2016                                       | 3                       | 2                                      | 6                    | 6                    | 7                    | 19                   | Margaret Abbott (USA) (1–0–0) · Inbee Park (KOR) (1–0–0) · George Lyon (CAN) (1–0–0) · Justin Rose (GBR) (1–0–0) · Charles Sands (USA) (1-0-0) | Margaret Abbott (USA) (1–0–0) · Inbee Park (KOR) (1–0–0) · George Lyon (CAN) (1–0–0) · Justin Rose (GBR) (1–0–0) · Charles Sands (USA) (1-0-0) |
| Thể dục dụng cụ (nam, nữ)      | Từ 1896                                                  | 28                      | 18                                     | 330                  | 312                  | 314                  | 956                  | Larisa Latynina (URS) (9–5–4) | Larisa Latynina (URS) (9–5–4) |
| Bóng ném (nam, nữ)             | 1936; từ 1972                                            | 13                      | 2                                      | 20                   | 20                   | 20                   | 60                   | Andrey Lavrov (RUS) (3–0–1) · Oh Seong-ok (KOR) (1–2–1) | Andrey Lavrov (RUS) (3–0–1) |
| Judo                           | 1964; từ 1972                                            | 13                      | 14                                     | 109                  | 108                  | 218                  | 435                  | Ryoko Tani (JPN) (2–2–1) | Tadahiro Nomura (JPN) (3–0–0) |
| Năm môn phối hợp hiện đại      | Từ 1912                                                  | 24                      | 2                                      | 36                   | 36                   | 36                   | 108                  | Pavel Lednyov (URS) (2–2–3) | András Balczó (HUN) (3–2–0) |
| Chèo thuyền (nam, nữ)          | Từ 1900                                                  | 27                      | 14                                     | 226                  | 226                  | 216                  | 668                  | Elisabeta Lipă (ROU) (5–2–1) | Elisabeta Lipă (ROU) (5–2–1) · Georgeta Damian (ROU) (5–0–1) · Steve Redgrave (GBR) (5–0–1) |
| Bóng bầu dục                   | 1900; 1908; 1920; 1924; (Bóng bầu dục bảy người từ 2016) | 5                       | 2                                      | 6                    | 7                    | 3                    | 16                   | Joseph Hunter (USA) (2–0) · Charles Lee Tilden, Jr. (USA) (2–0) · Colby Slater (USA) (2–0) | Joseph Hunter (USA) (2–0) · Charles Lee Tilden, Jr. (USA) (2–0) · Colby Slater (USA) (2–0) |
| Thuyền buồm                    | 1900; từ 1908                                            | 26                      | 10                                     | 165                  | 157                  | 150                  | 472                  | Ben Ainslie (GBR) (4–1–0) · Robert Scheidt (BRA) (2–2–1) · Torben Grael (BRA) (2–1–2) | Ben Ainslie (GBR) (4–1–0) · Paul Elvstrøm (DEN) (4–0–0) |
| Bắn súng                       | 1896; 1900; 1908–1924; từ 1932                           | 26                      | 15                                     | 242                  | 243                  | 242                  | 727                  | Carl Osburn (USA) (5–4–2) | Carl Osburn (USA) (5–4–2) · Willis Augustus Lee (USA) (5–1–1) · Ole Lilloe-Olsen (NOR) (5–1–0) · Alfred Lane (USA) (5–0–1) |
| Bơi lội (nam, nữ)              | Từ 1896                                                  | 28                      | 34                                     | 490                  | 486                  | 491                  | 1467                 | Michael Phelps (USA) (23–3–2) | Michael Phelps (USA) (23–3–2) |
| Bơi nghệ thuật                 | Từ 1984                                                  | 9                       | 2                                      | 14                   | 12                   | 13                   | 39                   | Anastasia Davydova (RUS) (5–0–0) · Miya Tachibana (JPN) (0–4–1) · Miho Takeda (JPN) (0–4–1) | Anastasia Davydova (RUS) (5–0–0) |
| Bóng bàn                       | Từ 1988                                                  | 8                       | 4                                      | 24                   | 24                   | 28                   | 76                   | Vương Nam (CHN) (4–1–0) · Vương Hạo (CHN) (2–3–0) | Vương Nam (CHN) (4–1–0) · Đặng Á Bình (CHN) (4–0–0) · Trương Di Ninh (CHN) (4–0–0) |
| Taekwondo                      | Từ 2000                                                  | 5                       | 8                                      | 24                   | 24                   | 32                   | 80                   | Hwang Kyung-seon (KOR) (2–0–1) · Steven López (USA) (2–0–1) · Hadi Saei (IRI) (2–0–1) · María Espinoza (MEX) (1–1–1) | Hwang Kyung-seon (KOR) (2–0–1) · Steven López (USA) (2–0–1) · Hadi Saei (IRI) (2–0–1) · Trần Trung (vận động viên Taekwondo Trung Quốc) (CHN) (2–0–0) · Jade Jones (GBR) (2–0–0) · Ngô Tĩnh Ngọc (CHN) (2–0–0) |
| Quần vợt                       | 1896–1924; từ 1988                                       | 15                      | 5                                      | 56                   | 56                   | 71                   | 183                  | Venus Williams (USA) (4–1–0) · Kitty McKane (GBR) (1–2–2) | Venus Williams (USA) (4–1–0) · Serena Williams (USA) (4–0–0) |
| Ba môn phối hợp                | Từ 2000                                                  | 5                       | 2                                      | 6                    | 6                    | 6                    | 18                   | Alistair Brownlee (GBR) (2–0–0) · Nicola Spirig (SUI) (1–1–0) · Simon Whitfield (CAN) (1–1–0) · Jonathan Brownlee (GBR) (0–1–1) · Bevan Docherty (NZL) (0–1–1) | Alistair Brownlee (GBR) (2–0–0) |
| Bóng chuyền                    | Từ 1964                                                  | 14                      | 4                                      | 32                   | 32                   | 32                   | 96                   | Ana Fernández (CUB) (3–0–1) · Kerri Walsh Jennings (USA) (3–0–1) · Inna Ryskal (URS) (2–2–0) · Sérgio Santos (BRA) (2–2–0) · Sergey Tetyukhin (RUS) (1–1–2) · Samuele Papi (ITA) (0–2–2) | Ana Fernández (CUB) (3–0–1) · Kerri Walsh Jennings (USA) (3–0–1) · Regla Bell (CUB) (3–0–0) · Marlenis Costa (CUB) (3–0–0) · Karch Kiraly (USA) (3–0–0) · Mireya Luis (CUB) (3–0–0) · Misty May-Treanor (USA) (3–0–0) · Regla Torres (CUB) (3–0–0)                                                                                               |
| Bóng nước                      | 1900; từ 1908                                            | 26                      | 2                                      | 28                   | 28                   | 29                   | 85                   | Dezső Gyarmati (HUN) (3–1–1) | Dezső Gyarmati (HUN) (3–1–1) · György Kárpáti (HUN) (3–0–1) · Tibor Benedek (HUN) (3–0–0) · Péter Biros (HUN) (3–0–0) · Tamás Kásás (HUN) (3–0–0) · Gergely Kiss (HUN) (3–0–0) · Tamás Molnár (HUN) (3–0–0) · Paulo Radmilovic (GBR) (3–0–0) · Charles Sydney Smith (GBR) (3–0–0) · Zoltán Szécsi (HUN) (3–0–0) · George Wilkinson (GBR) (3–0–0) |
| Cử tạ                          | 1896; 1904; từ 1920                                      | 25                      | 15                                     | 185                  | 181                  | 182                  | 548                  | Pyrros Dimas (GRE) (3–0–1) · Ronny Weller (GER) (1–2–1) · Nikolaj Pešalov (BUL, CRO) (1–1–2) · Norbert Schemansky (USA) (1–1–2) | Pyrros Dimas (GRE) (3–0–1) · Kakhi Kakhiashvili (GRE) (3–0–0) · Halil Mutlu (TUR) (3–0–0) · Naim Süleymanoğlu (TUR) (3–0–0) |
| Đấu vật (tự do, cổ điển)       | 1896; từ 1904                                            | 27                      | 18                                     | 373                  | 375                  | 392                  | 1140                 | Wilfried Dietrich (FRG) (1–2–2) | Kaori Icho (JPN) (4–0–0) |

### Các môn thể thao Thế vận hội Mùa đông
| Môn                          | Thời gian môn được tổ chức              | Số lượng                | Số lượng                               | Huy chương được trao | Huy chương được trao | Huy chương được trao | Huy chương được trao | (Các) VĐV với nhiều huy chương nhất (vàng-bạc-đồng) | (Các) VĐV với nhiều huy chương vàng nhất |
| Môn                          | Thời gian môn được tổ chức              | Olympiad (cho tới 2014) | Số nội dung trao huy chương (năm 2014) | 1                    | 2                    | 3                    | Tổng số              | (Các) VĐV với nhiều huy chương nhất (vàng-bạc-đồng) | (Các) VĐV với nhiều huy chương vàng nhất |
| ---------------------------- | --------------------------------------- | ----------------------- | -------------------------------------- | -------------------- | -------------------- | -------------------- | -------------------- | --- | --- |
| Trượt tuyết đổ đèo           | Từ 1936                                 | 19                      | 10                                     | 132                  | 135                  | 130                  | 397                  | Kjetil André Aamodt (NOR) (4–2–2) | Kjetil André Aamodt (NOR) (4–2–2) · Janica Kostelić (CRO) (4–2–0) |
| Hai môn phối hợp             | 1924[A], Từ 1960                        | 16                      | 11                                     | 54                   | 54                   | 54                   | 162                  | Ole Einar Bjørndalen (NOR) (8–4–1) | Ole Einar Bjørndalen (NOR) (8–4–1) |
| Xe trượt lòng máng           | 1924–1956; từ 1964                      | 21                      | 3                                      | 39                   | 37                   | 39                   | 115                  | Bogdan Musiol (GDR) (1–5–1) | Kevin Kuske (GER) (4–1–0) · André Lange (GER) (4–1–0) |
| Trượt tuyết băng đồng        | Từ 1924                                 | 22                      | 12                                     | 134                  | 132                  | 133                  | 399                  | Bjørn Dæhlie (NOR) (8–4–0) | Bjørn Dæhlie (NOR) (8–4–0) |
| Bi đá trên băng              | 1924; từ 1998                           | 6                       | 2                                      | 7                    | 7                    | 7                    | 21                   | Anna Le Moine (SWE) (2–0–0) · Cathrine Lindahl (SWE) (2–0–0) · Eva Lund (SWE) (2–0–0) · Anette Norberg (SWE) (2–0–0) · Kevin Martin (CAN) (1–1–0) · Torger Nergård (NOR) (1–1–0) · Mirjam Ott (SUI) (0–2–0) | Anna Le Moine (SWE) (2–0–0) · Cathrine Lindahl (SWE) (2–0–0) · Eva Lund (SWE) (2–0–0) · Anette Norberg (SWE) (2–0–0) |
| Trượt băng nghệ thuật        | Mùa hè: 1908; 1920 Mùa đông: từ 1924[Ă] | 24                      | 5                                      | 77                   | 75                   | 76                   | 228                  | Gillis Grafström (SWE) (3–1–0) · Evgeni Plushenko (RUS) (2–2–0) | Gillis Grafström (SWE) (3–1–0) · Sonja Henie (NOR) (3–0–0) · Irina Rodnina (URS) (3–0–0) |
| Trượt tuyết tự do            | Từ 1992                                 | 7                       | 10                                     | 18                   | 18                   | 18                   | 54                   | Kari Traa (NOR) (1–1–1) | Alexandre Bilodeau (CAN) (2–0–0) |
| Khúc côn cầu trên băng       | Mùa hè: 1920 Mùa đông: từ 1924[Â]       | 23                      | 2                                      | 24                   | 24                   | 24                   | 72                   | Jayna Hefford (CAN) (4–1–0) · Hayley Wickenheiser (CAN) (4–1–0) | Jayna Hefford (CAN) (4–1–0) · Hayley Wickenheiser (CAN) (4–1–0) |
| Trượt băng nằm ngửa          | Từ 1964                                 | 14                      | 4                                      | 37                   | 35                   | 36                   | 108                  | Armin Zöggeler (ITA) (2–1–3) | Georg Hackl (GER) (3–2–0) · Felix Loch (GER) (3–0–0) |
| Hai môn phối hợp Bắc Âu      | Từ 1924                                 | 22                      | 3                                      | 28                   | 28                   | 28                   | 84                   | Felix Gottwald (AUT) (3–1–3) | Samppa Lajunen (FIN) (3–2–0) · Felix Gottwald (AUT) (3–1–3) · Johan Grøttumsbråten (NOR) (3–1–2) · Thorleif Haug (NOR) (3–0–0) · Ulrich Wehling (GDR) (3–0–0) |
| Trượt băng tốc độ cự ly ngắn | Từ 1992                                 | 7                       | 8                                      | 32                   | 32                   | 32                   | 96                   | Viktor Ahn (RUS) / Ahn Hyun-soo (KOR) (6–0–2) · Apolo Anton Ohno (USA) (2–2–4) | Viktor Ahn (RUS) / · Ahn Hyun-soo (KOR) (6–0–2) |
| Trượt băng nằm sấp           | 1924; 1948; Từ 2002                     | 6                       | 2                                      | 6                    | 6                    | 6                    | 18                   | Martins Dukurs (LAT) (0–2–0) · John Heaton (USA) (0–2–0) · Gregor Stähli (SUI) (0–0–2) | Nino Bibbia (ITA) (1–0–0) · Tristan Gale (USA) (1–0–0) · Duff Gibson (CAN) (1–0–0) · Jennison Heaton (USA) (1–0–0) · Jon Montgomery (CAN) (1–0–0) · Maya Pedersen (SUI) (1–0–0) · Jimmy Shea (USA) (1–0–0) · Amy Williams (GBR) (1–0–0) · Lizzy Yarnold (GBR) (1–0–0) |
| Trượt tuyết nhảy xa          | Từ 1924                                 | 22                      | 4                                      | 38                   | 39                   | 37                   | 114                  | Matti Nykänen (FIN) (4–1–0) | Matti Nykänen (FIN) (4–1–0) · Simon Ammann (SUI) (4–0–0) |
| Trượt ván trên tuyết         | Từ 1998                                 | 5                       | 10                                     | 14                   | 14                   | 14                   | 42                   | Kelly Clark (USA) (1–0–2) | Philipp Schoch (SUI) (2–0–0) · Seth Wescott (USA) (2–0–0) · Shaun White (USA) (2–0–0) · Vic Wild (RUS) (2–0–0) |
| Trượt băng tốc độ            | Từ 1924                                 | 22                      | 12                                     | 152                  | 155                  | 148                  | 455                  | Claudia Pechstein (GER) (5–2–2) | Lidiya Skoblikova (URS) (6–0–0) |

^ A. Bao gồm cả nội dung tuần tra quân sự tại kỳ năm 1924, hiện nay IOC quy vào hai môn phối hợp.

^ Ă. Trượt băng nghệ thuật được tổ chức tại các kỳ Thế vận hội Mùa hè 1908 và 1920 trước khi được đưa vào chương trình thi đấu của Thế vận hội Mùa đông. 21 huy chương (mỗi loại vàng, bạc, đồng có 7 tấm) đã được trao ở 7 nội dung.

^ Â. Một vòng đấu khúc côn cầu trên băng của nam được tổ chức tại Thế vận hội Mùa hè 1920, và sau đó môn này được thêm vào Thế vận hội Mùa đông. Ba tấm huy chương đã được trao.

### Các môn Mùa hè bị tạm ngưng
| Môn                 | Thời gian môn được tổ chức   | Số lượng Olympiad | Huy chương được trao | Huy chương được trao | Huy chương được trao | Huy chương được trao |
| Môn                 | Thời gian môn được tổ chức   | Số lượng Olympiad | 1                    | 2                    | 3                    | Tổng số              |
| ------------------- | ---------------------------- | ----------------- | -------------------- | -------------------- | -------------------- | -------------------- |
| Bóng chày           | 1992–2008; 2020              | 5                 | 5                    | 5                    | 5                    | 15                   |
| Pelota Basque       | 1900                         | 1                 | 1                    | 1                    | 0                    | 2                    |
| Cricket             | 1900                         | 1                 | 1                    | 1                    | 0                    | 2                    |
| Croquet             | 1900                         | 1                 | 3                    | 2                    | 2                    | 7                    |
| Jeu de paume        | 1908                         | 1                 | 1                    | 1                    | 1                    | 3                    |
| Bóng vợt            | 1904–1908                    | 2                 | 2                    | 2                    | 1                    | 5                    |
| Polo                | 1900; 1908; 1920; 1924; 1936 | 5                 | 5                    | 6                    | 5                    | 16                   |
| Quần vợt sân tường  | 1908                         | 1                 | 2                    | 2                    | 3                    | 7                    |
| Roque               | 1904                         | 1                 | 1                    | 1                    | 1                    | 3                    |
| Bóng mềm            | 1996–2008; 2020              | 4                 | 4                    | 4                    | 4                    | 12                   |
| Kéo co              | 1900–1920                    | 5                 | 5                    | 5                    | 3                    | 13                   |
| Thể thao mô tô nước | 1908                         | 1                 | 3                    | 0                    | 0                    | 3                    |

## VĐV giành nhiều huy chương nhất theo kỳ Thế vận hội

### Thế vận hội Mùa hè
| Thế vận hội | Danh sách         | Danh sách     | Nước chủ nhà                          | Số nội dung trao huy chương | Huy chương được trao | Huy chương được trao | Huy chương được trao | Huy chương được trao | (Các) VĐV với nhiều huy chương nhất (vàng–bạc–đồng) | (Các) VĐV với nhiều huy chương vàng nhất |
| Thế vận hội | Danh sách         | Danh sách     | Nước chủ nhà                          | Số nội dung trao huy chương | 1                    | 2                    | 3                    | Tổng số              | (Các) VĐV với nhiều huy chương nhất (vàng–bạc–đồng) | (Các) VĐV với nhiều huy chương vàng nhất |
| ----------- | ----------------- | ------------- | ------------------------------------- | --------------------------- | -------------------- | -------------------- | -------------------- | -------------------- | --- | --- |
| 1896        | người chiến thắng | bảng tổng sắp | Athens, Hy Lạp                        | 43                          | 43                   | 43                   | 36                   | 122                  | Hermann Weingärtner (GER) (3–2–1) | Carl Schuhmann (GER) (4–0–0) |
| 1900        | người chiến thắng | bảng tổng sắp | Paris, Pháp                           | 85[B]                       | 90                   | 90                   | 88                   | 268                  | Irving Baxter (USA) (2–3–0) · Walter Tewksbury (USA) (2–2–1) | Alvin Kraenzlein (USA) (4–0–0) |
| 1904        | người chiến thắng | bảng tổng sắp | St. Louis, Hoa Kỳ                     | 94[C]                       | 96                   | 92                   | 92                   | 280                  | Anton Heida (USA) (5–1–0) · George Eyser (USA) (3–2–1) · Burton Downing (USA) (2–3–1) | Anton Heida (USA) (5–1–0) |
| 1908        | người chiến thắng | bảng tổng sắp | Luân Đôn, Vương quốc Anh              | 110                         | 110                  | 107                  | 106                  | 323                  | Mel Sheppard (USA) (3–0–0) · Henry Taylor (GBR) (3–0–0) · Benjamin Jones (GBR) (2–1–0) · Oscar Swahn (SWE) (2–0–1) · Martin Sheridan (USA) (2–0–1) · Josiah Ritchie (GBR) (1–1–1) · Ted Ranken (GBR) (0–3–0) | Mel Sheppard (USA) (3–0–0) · Henry Taylor (GBR) (3–0–0) |
| 1912        | người chiến thắng | bảng tổng sắp | Stockholm, Thụy Điển                  | 102                         | 103                  | 104                  | 103                  | 310                  | Vilhelm Carlberg (SWE) (3–2–0) | Vilhelm Carlberg (SWE) (3–2–0) · Hannes Kolehmainen (FIN) (3–1–0) · Alfred Lane (USA) (3–0–0) |
| 1920        | người chiến thắng | bảng tổng sắp | Antwerp, Bỉ                           | 156[D]                      | 156                  | 147                  | 136                  | 439                  | Willis Lee (USA) (5–1–1) · Lloyd Spooner (USA) (4–1–2) | Willis Lee (USA) (5–1–1) · Nedo Nadi (ITA) (5–0–0) |
| 1924        | người chiến thắng | bảng tổng sắp | Paris, Pháp                           | 126                         | 126                  | 127                  | 125                  | 378                  | Ville Ritola (FIN) (4–2–0) | Paavo Nurmi (FIN) (5–0–0) |
| 1928        | người chiến thắng | bảng tổng sắp | Amsterdam, Hà Lan                     | 109                         | 110                  | 108                  | 109                  | 327                  | Georges Miez (SUI) (3–1–0) · Hermann Hänggi (SUI) (2–1–1) | Georges Miez (SUI) (3–1–0) |
| 1932        | người chiến thắng | bảng tổng sắp | Los Angeles, Hoa Kỳ                   | 117                         | 116                  | 116                  | 114                  | 346                  | István Pelle (HUN) (2–2–0) · Giulio Gaudini (ITA) 0–3–1) · Heikki Savolainen (FIN) (0–1–3) | Helene Madison (USA) (3–0–0) · Romeo Neri (ITA) (3–0–0) |
| 1936        | người chiến thắng | bảng tổng sắp | Berlin, Đức                           | 129                         | 130                  | 128                  | 130                  | 388                  | Konrad Frey (GER) (3–1–2) | Jesse Owens (USA) (4–0–0) |
| 1948        | người chiến thắng | bảng tổng sắp | Luân Đôn, Vương quốc Anh              | 136                         | 138                  | 135                  | 138                  | 411                  | Veikko Huhtanen (FIN) (3–1–1) | Fanny Blankers-Koen (NED) (4–0–0) |
| 1952        | người chiến thắng | bảng tổng sắp | Helsinki, Phần Lan                    | 149                         | 149                  | 152                  | 158                  | 459                  | Maria Gorokhovskaya (URS) (2–5–0) | Viktor Chukarin (URS) (4–2–0) |
| 1956        | người chiến thắng | bảng tổng sắp | Melbourne, Úc Stockholm, Thụy Điển[Đ] | 151[E]                      | 153                  | 153                  | 163                  | 469                  | Ágnes Keleti (HUN) (4–2–0) · Larisa Latynina (URS) (4–1–1) | Ágnes Keleti (HUN) (4–2–0) · Larisa Latynina (URS) (4–1–1) |
| 1960        | người chiến thắng | bảng tổng sắp | Roma, Ý                               | 150                         | 152                  | 149                  | 160                  | 461                  | Boris Shakhlin (URS) (4–2–1) | Boris Shakhlin (URS) (4–2–1) |
| 1964        | người chiến thắng | bảng tổng sắp | Tokyo, Nhật Bản                       | 163                         | 163                  | 167                  | 174                  | 504                  | Larisa Latynina (URS) (2–2–2) | Don Schollander (USA) (4–0–0) |
| 1968        | người chiến thắng | bảng tổng sắp | Thành phố Mexico, Mexico              | 172                         | 174                  | 170                  | 183                  | 527                  | Mikhail Voronin (URS) (2–4–1) | Věra Čáslavská (TCH) (4–2–0) · Akinori Nakayama (JPN) (4–1–1) |
| 1972        | người chiến thắng | bảng tổng sắp | Munich, Tây Đức                       | 195                         | 195                  | 195                  | 210                  | 600                  | Mark Spitz (USA) (7–0–0) | Mark Spitz (USA) (7–0–0) |
| 1976        | người chiến thắng | bảng tổng sắp | Montréal, Québec, Canada              | 198                         | 198                  | 199                  | 216                  | 613                  | Nikolai Andrianov (URS) (4–2–1) | Nikolai Andrianov (URS) (4–2–1) · Kornelia Ender (GDR) (4–1–0) · John Naber (USA) (4–1–0) |
| 1980        | người chiến thắng | bảng tổng sắp | Moskva, Liên Xô                       | 203                         | 204                  | 204                  | 223                  | 631                  | Alexander Dityatin (URS) (3–4–1) | Alexander Dityatin (URS) (3–4–1) · Caren Metschuck (GDR) (3–1–0) · Barbara Krause (GDR) (3–0–0) · Vladimir Parfenovich (URS) (3–0–0) · Rica Reinisch (GDR) (3–0–0) · Vladimir Salnikov (URS) (3–0–0) |
| 1984        | người chiến thắng | bảng tổng sắp | Los Angeles, Hoa Kỳ                   | 221                         | 226                  | 219                  | 243                  | 688                  | Lý Ninh (CHN) (3–2–1) | Ecaterina Szabo (ROU) (4–1–0) · Carl Lewis (USA) (4–0–0) |
| 1988        | người chiến thắng | bảng tổng sắp | Seoul, Hàn Quốc                       | 237                         | 241                  | 234                  | 264                  | 739                  | Matt Biondi (USA) (5–1–1) | Kristin Otto (GDR) (6–0–0) |
| 1992        | người chiến thắng | bảng tổng sắp | Barcelona, Tây Ban Nha                | 257                         | 260                  | 257                  | 298                  | 815                  | Vitaly Scherbo (EUN) (6–0–0) | Vitaly Scherbo (EUN) (6–0–0) |
| 1996        | người chiến thắng | bảng tổng sắp | Atlanta, Hoa Kỳ                       | 271                         | 271                  | 273                  | 298                  | 842                  | Alexei Nemov (RUS) (2–1–3) | Amy Van Dyken (USA) (4–0–0) |
| 2000        | người chiến thắng | bảng tổng sắp | Sydney, Úc                            | 300                         | 300                  | 300                  | 327                  | 927                  | Alexei Nemov (RUS) (2–1–3) | Ian Thorpe (AUS) (3–2–0) · Inge de Bruijn (NED) (3–1–0) · Leontien Zijlaard-van Moorsel (NED) (3–1–0) · Jenny Thompson (USA) (3–0–1) · Lenny Krayzelburg (USA) (3–0–0)                               |
| 2004        | người chiến thắng | bảng tổng sắp | Athens, Hy Lạp                        | 301                         | 301                  | 300                  | 326                  | 927                  | Michael Phelps (USA) (6–0–2) | Michael Phelps (USA) (6–0–2) |
| 2008        | người chiến thắng | bảng tổng sắp | Bắc Kinh, Trung Quốc                  | 302                         | 302                  | 303                  | 353                  | 958                  | Michael Phelps (USA) (8–0–0) | Michael Phelps (USA) (8–0–0) |
| 2012        | người chiến thắng | bảng tổng sắp | Luân Đôn, Vương quốc Anh              | 302                         | 302                  | 304                  | 356                  | 962                  | Michael Phelps (USA) (4–2–0) | Michael Phelps (USA) (4–2–0) · Missy Franklin (USA) (4–0–1) |
| 2016        | người chiến thắng | bảng tổng sắp | Rio de Janeiro, Brazil                | 306                         | 307                  | 307                  | 360                  | 974                  | Michael Phelps (USA) (5–1–0) | Michael Phelps (USA) (5–1–0) |

^ B. Trang thông tin về Thế vận hội Mùa hè 1900 của IOC đưa ra con số thống kê sai là 95 nội dung, trong khi cơ sở dữ liệu của IOC về đại hội này liệt kê 85 nội dung.

^ C. Trang thông tin về Thế vận hội Mùa hè 1904 của IOC đưa ra con số thống kê sai là 91 nội dung, trong khi cơ sở dữ liệu của IOC về đại hội này liệt kê 94 nội dung.

^ D. Trang thông tin về Thế vận hội Mùa hè 1920 của IOC đưa ra con số thống kê sai là 154 nội dung, trong khi cơ sở dữ liệu của IOC về đại hội này liệt kê 156 nội dung.

^ Đ. Do việc thực thi luật kiểm dịch của Úc, 6 nội dung môn cưỡi ngựa đã được tổ chức ở Stockholm vài tháng trước khi đại hội năm 1956 diễn ra chính thức tại Melbourne.

^ E. Trang thông tin về Thế vận hội Mùa hè 1956 của IOC đưa ra con số thống kê là 145 nội dung, tuy nhiên trên thực tế có 151 (145 nội dung ở Melbourne và 6 nội dung môn cưỡi ngựa ở Stockholm).

### Thế vận hội Mùa đông
| Thế vận hội | Huy chương        | Huy chương    | Nước chủ nhà                        | Số nội dung trao huy chương | Huy chương được trao | Huy chương được trao | Huy chương được trao | Huy chương được trao | (Các) VĐV với nhiều huy chương nhất (vàng–bạc–đồng) | (Các) VĐV với nhiều huy chương vàng nhất |
| Thế vận hội | Huy chương        | Huy chương    | Nước chủ nhà                        | Số nội dung trao huy chương | 1                    | 2                    | 3                    | Tổng số              | (Các) VĐV với nhiều huy chương nhất (vàng–bạc–đồng) | (Các) VĐV với nhiều huy chương vàng nhất |
| ----------- | ----------------- | ------------- | ----------------------------------- | --------------------------- | -------------------- | -------------------- | -------------------- | -------------------- | --- | --- |
| 1924        | người chiến thắng | bảng tổng sắp | Chamonix, Pháp                      | 16                          | 16                   | 16                   | 17                   | 49                   | Clas Thunberg (FIN) (3–1–1) · Roald Larsen (NOR) (0–2–3) | Clas Thunberg (FIN) (3–1–1) · Thorleif Haug (NOR) (3–0–0) |
| 1928        | người chiến thắng | bảng tổng sắp | St. Moritz, Thụy Sĩ                 | 14                          | 14                   | 12                   | 15                   | 41                   | Bernt Evensen (NOR) (1–1–1) | Johan Grøttumsbraaten (NOR) (2–0–0) · Clas Thunberg (FIN) (2–0–0) |
| 1932        | người chiến thắng | bảng tổng sắp | Lake Placid, Hoa Kỳ                 | 14                          | 14                   | 14                   | 14                   | 42                   | Irving Jaffee (USA) (2–0–0) · Jack Shea (USA) (2–0–0) · Veli Saarinen (FIN) (1–0–1) · Alexander Hurd (CAN) (0–1–1) · Willy Logan (CAN) (0–0–2) | Irving Jaffee (USA) (2–0–0) · Jack Shea (USA) (2–0–0) |
| 1936        | người chiến thắng | bảng tổng sắp | Garmisch-Partenkirchen, Đức         | 17                          | 17                   | 17                   | 17                   | 51                   | Ivar Ballangrud (NOR) (3–1–0) | Ivar Ballangrud (NOR) (3–1–0) |
| 1948        | người chiến thắng | bảng tổng sắp | St. Moritz, Thụy Sĩ                 | 22                          | 22                   | 24                   | 22                   | 68                   | Henri Oreiller (FRA) (2–0–1) | Henri Oreiller (FRA) (2–0–1) · Martin Lundström (SWE) (2–0–0) |
| 1952        | người chiến thắng | bảng tổng sắp | Oslo, Na Uy                         | 22                          | 22                   | 22                   | 23                   | 67                   | Hjalmar Andersen (NOR) (3–0–0) · Annemarie Buchner (GER) (0–1–2) | Hjalmar Andersen (NOR) (3–0–0) |
| 1956        | người chiến thắng | bảng tổng sắp | Cortina d'Ampezzo, Ý                | 24                          | 25                   | 23                   | 24                   | 72                   | Sixten Jernberg (SWE) (1–2–1) | Toni Sailer (AUT) (3–0–0) |
| 1960        | người chiến thắng | bảng tổng sắp | Squaw Valley, Hoa Kỳ                | 27                          | 28                   | 26                   | 27                   | 81                   | Veikko Hakulinen (FIN) (1–1–1) | Yevgeny Grishin (URS) (2–0–0) · Lidiya Skoblikova (URS) (2–0–0) |
| 1964        | người chiến thắng | bảng tổng sắp | Innsbruck, Áo                       | 34                          | 34                   | 38                   | 31                   | 103                  | Lidiya Skoblikova (URS) (4–0–0) | Lidiya Skoblikova (URS) (4–0–0) |
| 1968        | người chiến thắng | bảng tổng sắp | Grenoble, Pháp                      | 35                          | 35                   | 39                   | 32                   | 106                  | Jean-Claude Killy (FRA) (3–0–0) · Toini Gustafsson (SWE) (2–1–0) · Eero Mäntyranta (FIN) (0–1–2) | Jean-Claude Killy (FRA) (3–0–0) |
| 1972        | người chiến thắng | bảng tổng sắp | Sapporo, Nhật Bản                   | 35                          | 36                   | 34                   | 35                   | 105                  | Galina Kulakova (URS) (3–0–0) · Ard Schenk (NED) (3–0–0) · Vyacheslav Vedenin (URS) (2–0–1) · Pål Tyldum (NOR) (1–2–0) · Marjatta Kajosmaa (FIN) (0–2–1) · Atje Keulen-Deelstra (NED) (0–1–2)                                                               | Galina Kulakova (URS) (3–0–0) · Ard Schenk (NED) (3–0–0) |
| 1976        | người chiến thắng | bảng tổng sắp | Innsbruck, Áo                       | 37                          | 37                   | 37                   | 37                   | 111                  | Tatyana Averina (URS) (2–0–2) | Rosi Mittermaier (FRG) (2–1–0) · Raisa Smetanina (URS) (2–1–0) · Tatyana Averina (URS) (2–0–2) · Bernhard Germeshausen (GDR) (2–0–0) · Nikolay Kruglov (URS) (2–0–0) · Meinhard Nehmer (GDR) (2–0–0) |
| 1980        | người chiến thắng | bảng tổng sắp | Lake Placid, Hoa Kỳ                 | 38                          | 38                   | 39                   | 38                   | 115                  | Eric Heiden (USA) (5–0–0) | Eric Heiden (USA) (5–0–0) |
| 1984        | người chiến thắng | bảng tổng sắp | Sarajevo, Nam Tư                    | 39                          | 39                   | 39                   | 39                   | 117                  | Marja-Liisa Kirvesniemi (FIN) (3–0–1) · Karin Enke (GDR) (2–2–0) · Gunde Svan (SWE) (2–1–1) | Marja-Liisa Kirvesniemi (FIN) (3–0–1) |
| 1988        | người chiến thắng | bảng tổng sắp | Calgary, Alberta, Canada            | 46                          | 46                   | 46                   | 46                   | 138                  | Yvonne van Gennip (NED) (3–0–0) · Matti Nykänen (FIN) (3–0–0) · Tamara Tikhonova (URS) (2–1–0) · Valeriy Medvedtsev (URS) (1–2–0) · Marjo Matikainen (FIN) (1–0–2) · Karin Enke (GDR) (0–2–1) · Andrea Ehrig (GDR) (0–2–1) · Vladimir Smirnov (URS) (0–2–1) | Yvonne van Gennip (NED) (3–0–0) · Matti Nykänen (FIN) (3–0–0) |
| 1992        | người chiến thắng | bảng tổng sắp | Albertville, Pháp                   | 57                          | 57                   | 58                   | 56                   | 171                  | Lyubov Yegorova (EUN) (3–2–0) · Yelena Välbe (EUN) (1–0–4) | Lyubov Yegorova (EUN) (3–2–0) · Bjørn Dæhlie (NOR) (3–1–0) · Vegard Ulvang (NOR) (3–1–0) |
| 1994        | người chiến thắng | bảng tổng sắp | Lillehammer, Na Uy                  | 61                          | 61                   | 61                   | 61                   | 183                  | Manuela Di Centa (ITA) (2–2–1) | Lyubov Yegorova (RUS) (3–1–0) · Johann Olav Koss (NOR) (3–0–0) |
| 1998        | người chiến thắng | bảng tổng sắp | Nagano, Nhật Bản                    | 68                          | 69                   | 68                   | 68                   | 205                  | Larisa Lazutina (RUS) (3–1–1) | Larisa Lazutina (RUS) (3–1–1) · Bjørn Dæhlie (NOR) (3–1–0) |
| 2002        | người chiến thắng | bảng tổng sắp | Thành phố Salt Lake, Hoa Kỳ         | 78                          | 80                   | 76                   | 78                   | 234                  | Ole Einar Bjørndalen (NOR) (4–0–0) · Janica Kostelić (CRO) (3–1–0) | Ole Einar Bjørndalen (NOR) (4–0–0) |
| 2006        | người chiến thắng | bảng tổng sắp | Torino, Ý                           | 84                          | 84                   | 84                   | 84                   | 252                  | Cindy Klassen (CAN) (1–2–2) | Ahn Hyun-soo (KOR) (3–0–1) · Michael Greis (GER) (3–0–0) · Jin Sun-yu (KOR) (3–0–0) |
| 2010        | người chiến thắng | bảng tổng sắp | Vancouver, British Columbia, Canada | 86                          | 86                   | 87                   | 85                   | 258                  | Marit Bjørgen (NOR) (3–1–1) | Marit Bjørgen (NOR) (3–1–1) · Vương Mông (CHN) (3–0–0) |
| 2014        | người chiến thắng | bảng tổng sắp | Sochi, Nga                          | 98                          | 99                   | 97                   | 99                   | 295                  | Ireen Wüst (NED) (2–3–0) | Viktor Ahn (RUS) (3–0–1) · Marit Bjørgen (NOR) (3–0–0) · Darya Domracheva (BLR) (3–0–0) |

## Các VĐV ít/nhiều tuổi nhất giành huy chương

### Theo môn thi đấu
| Danh hiệu                                                      | Độ tuổi           | Tên VĐV                 | Chi tiết | Ghi chú           |
| Trượt tuyết tự do                                              | Trượt tuyết tự do | Trượt tuyết tự do       | Trượt tuyết tự do | Trượt tuyết tự do |
| -------------------------------------------------------------- | ----------------- | ----------------------- | --- | ----------------- |
| VĐV trẻ nhất giành huy chương trượt tuyết tự do                | 19 năm 321 ngày   | Justine Dufour-Lapointe | | [ 1 ]             |
| VĐV trẻ nhất giành huy chương vàng trượt tuyết tự do           | 19 năm 321 ngày   | Justine Dufour-Lapointe | | [ 1 ]             |
| VĐV nữ trẻ nhất giành huy chương trượt tuyết tự do             | 19 năm 321 ngày   | Justine Dufour-Lapointe | | [ 1 ]             |
| VĐV nữ trẻ nhất giành huy chương vàng trượt tuyết tự do        | 19 năm 321 ngày   | Justine Dufour-Lapointe | Tại Thế vận hội Mùa đông 2014, Justine Dufour-Lapointe trở thành VĐV trẻ nhất giành huy chương vàng trượt tuyết tự do. Ở nội dung sườn dốc địa hình mấp mô (moguls) dành cho nữ, cô về ngay trước người chị thứ của mình, Chloé, người giành huy chương bạc; người chị cả của cô, Maxime, xếp hạng 12. Họ trở thành cặp chị em thứ ba về nhất và nhì trong một nội dung thi đấu của Thế vận hội Mùa đông. Đó cũng là lần thứ năm cả ba chị em tham dự cùng nội dung tại Thế vận hội Mùa đông. | [ 1 ] [ 2 ]       |
| Hai môn phối hợp                                               |                   |                         | |                   |
| VĐV lớn tuổi nhất giành huy chương hai môn phối hợp            | 40                | Ole Einar Bjørndalen    | | [ 3 ]             |
| VĐV lớn tuổi nhất giành huy chương vàng hai môn phối hợp       | 40                | Ole Einar Bjørndalen    | | [ 3 ]             |
| VĐV nam lớn tuổi nhất giành huy chương hai môn phối hợp        | 40                | Ole Einar Bjørndalen    | | [ 3 ]             |
| VĐV nam lớn tuổi nhất giành huy chương vàng hai môn phối hợp   | 40                | Ole Einar Bjørndalen    | Tại Thế vận hội Mùa đông 2014, Ole Einar Bjørndalen giành 2 vàng các nội dung 10 km nước rút và tiếp sức hỗn hợp, nâng tổng số huy chương Thế vận hội của anh lên con số 13, và trở thành VĐV lớn tuổi nhất giành huy chương Olympic Mùa đông ở tuổi 40. | [ 3 ]             |
| Trượt băng nằm sấp                                             |                   |                         | |                   |
| VĐV lớn tuổi nhất giành huy chương vàng Trượt băng nằm sấp     | 39                | Duff Gibson             | | [ 4 ]             |
| VĐV nam lớn tuổi nhất giành huy chương vàng Trượt băng nằm sấp | 39                | Duff Gibson             | Tại Thế vận hội Mùa đông 2006, Duff Gibson trở thành VĐV lớn tuổi nhất giành huy chương vàng Thế vận hội với tấm huy chương vàng môn trượt băng nằm sấp. Thành tích này sau đó đã bị phá vỡ. | [ 4 ]             |
| Trượt băng nằm ngửa                                            |                   |                         | |                   |
| VĐV trẻ nhất giành huy chương vàng trượt băng nằm ngửa         | 20                | Felix Loch              | | [ 5 ]             |
| VĐV nam trẻ nhất giành huy chương trượt băng nằm ngửa          | 20                | Felix Loch              | Tại Thế vận hội Mùa đông 2010, anh trở thành VĐV trẻ nhất từng giành huy chương vàng môn trượt băng nằm ngửa. | [ 5 ]             |
| Đua xe đạp                                                     |                   |                         | |                   |
| VĐV lớn tuổi nhất giành huy chương vàng đua xe đạp             | 42                | Kristin Armstrong       | Tại Thế vận hội Mùa hè 2012, cô trở thành VĐV lớn tuổi nhất giành huy chương vàng đua xe đạp, khi chiến thắng nội dung đua đường trường tính giờ (nữ), bảo vệ thành công thành tích đã đạt được ở Bắc Kinh năm 2008. Tại Thế vận hội Mùa hè 2016, cô có tấm huy chương vàng thứ ba liên tiếp và đồng thời lập một kỷ lục mới. | [ 6 ]             |
| VĐV nữ lớn tuổi nhất giành huy chương vàng đua xe đạp          | 42                | Kristin Armstrong       | | [ 6 ]             |
| Điền kinh                                                      |                   |                         | |                   |
| VĐV lớn tuổi nhất giành huy chương điền kinh                   | 48                | Terence Lloyd Johnson   | | [ 7 ]             |
| VĐV lớn tuổi nhất giành huy chương vàng điền kinh              | 42                | Pat McDonald            | | [ 7 ]             |
| VĐV nam lớn tuổi nhất giành huy chương điền kinh               | 48                | Terence Lloyd Johnson   | Tại Thế vận hội Mùa hè 1948, anh giành huy chương đồng đi bộ 50 km. | [ 7 ]             |
| VĐV nam lớn tuổi nhất giành huy chương vàng điền kinh          | 42                | Pat McDonald            | Tại Thế vận hội Mùa hè 1920, anh chiến thắng nội dung đẩy tạ 56 lbs (khoảng 25 kg). | [ 7 ]             |
| VĐV nữ lớn tuổi nhất giành huy chương điền kinh                | 40                | Merlene Ottey           | Tại Thế vận hội Mùa hè 2000, cô giành huy chương đồng chạy ngắn 100m (nữ). | [ 7 ]             |
| VĐV nữ lớn tuổi nhất giành huy chương vàng điền kinh           | 39                | Ellina Zvereva          | Tại Thế vận hội Mùa hè 2000, cô giành vàng môn ném đĩa. | [ 7 ]             |
| Bơi lội                                                        |                   |                         | |                   |
| VĐV lớn tuổi nhất giành huy chương bơi lội                     | 41                | Dara Torres             | Tại Thế vận hội Mùa hè 2008, Torres giành bạc nội dung bơi tự do tiếp sức đồng đội 4x100m (nữ) với vai trò bơi lượt cuối. | [ 8 ]             |
| VĐV nam lớn tuổi nhất giành huy chương bơi lội                 | 38                | William Robinson        | Robinson giành bạc nội dung bơi ếch 200m (nam) tại Thế vận hội Mùa hè 1908. | [ 8 ]             |
| VĐV nữ lớn tuổi nhất giành huy chương bơi lội                  | 41                | Dara Torres             | | [ 8 ]             |
| Thuyền buồm                                                    |                   |                         | |                   |
| VĐV nam lớn tuổi nhất giành huy chương vàng thuyền buồm        | 54                | Santiago Lange          | Lange giành vàng thuyền Nacra 17 tại Thế vận hội Mùa hè 2016. | [ 9 ]             |